# 陈政 (化学家)
陈政（1961年—），湖北云梦人，生于江西南昌，教授，研究领域为电化学、材料化学等。长期从事电化学基础和应用研究，其与合作者提出的熔盐电解固态氧化物冶金方案，受到学界关注。陈政教授先后发表论文数百篇，获得数十项发明专利，担任中国教育部第三批“长江学者”特聘教授。

## 生平
1981年毕业于九江师范专科学校化学系、1985年获福建师范大学物理化学硕士学位、1992年获伦敦大学博士学位；
先后在牛津大学、利兹大学、剑桥大学从事博士后研究；
2000至2014年间，在武汉大学任长江学者特聘教授和武汉大学珞珈英才计划讲座教授
2007 年受聘法国地中海大学一级特聘教授
后任英国诺丁汉大学化学与环境工程系、能源与可持续研究所教授，宁波诺丁汉大学可持续能源技术研究中心主任。

## 学术兼职
皇家化学会会士(FRSC)，皇家艺术协会会士(FRSA)，英国矿业、金属与材料研究院院士(FIMMM)。国际电化学会（ISE）、美国电化学会（ECS）和美国矿业、矿物和金属学会（TMS）正式会员。
科技导报、物理化学学报编委。